# Vale do Ribeira

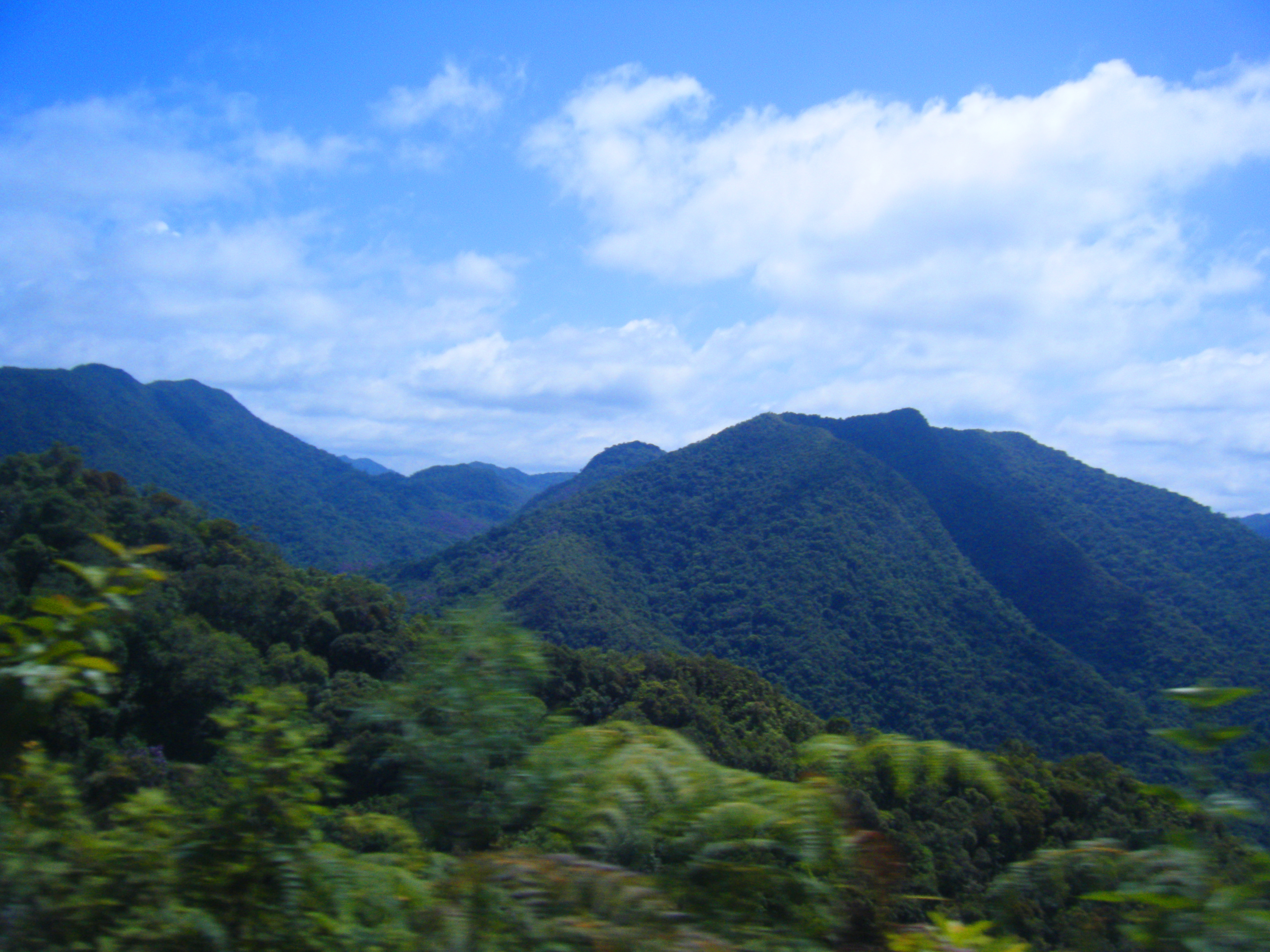
Vista de parte do Vale do Ribeira em Apiaí, São Paulo

O Vale do Ribeira é uma região localizada no sul do estado de São Paulo e no leste do estado do Paraná, no Brasil. Recebe este nome em função da bacia hidrográfica do Rio Ribeira de Iguape e ao Complexo Estuarino Lagunar de Iguape, Cananeia e Paranaguá. Sua área de 2 830 666 hectares abriga uma população de 481 224 habitantes e inclui integralmente a área de 31 municípios (nove paranaenses e 22 paulistas). Existem, ainda, outros 21 municípios no Estado do Paraná e outros 18 municípios no Estado de São Paulo que estão parcialmente inseridos na bacia do Ribeira.
A região é destacada pela preservação de suas matas e por grande diversidade ecológica. Seus mais de 2,1 milhões de hectares de florestas equivalem a aproximadamente 21 por cento dos remanescentes de mata atlântica existentes no Brasil, sendo a maior área contínua de um ecossistema do Brasil. Neste conjunto de áreas preservadas são encontradas não apenas florestas, mas importantes comunidades indígenas, comunidades quilombolas, comunidades caiçaras, imigrantes e uma biodiversidade em plena preservação. Abriga 61 por cento da mata atlântica remanescente no Brasil, 150 000 hectares de restinga e 17 000 de manguezais. Seus ecossistemas aquáticos são formados por rio, estuário e mar e terrestres por duna, mangue, restinga e floresta ombrófila densa. Por conta de ser uma das áreas de maior biodiversidade do globo, a Organização das Nações Unidas para a Educação, a Ciência e a Cultura (UNESCO) declarou o Vale do Ribeira como Patrimônio Natural da Humanidade em 1999.
Os principais ciclos econômicos do Vale do Ribeira se instalaram ao longo da história e foram: a exploração aurífera e outros minérios; o cultivo do arroz; o cultivo do café; o cultivo de chá e o cultivo de banana - os dois últimos formam a base da economia local nas décadas recentes. Estes ciclos econômicos transformaram o Vale do Ribeira em uma potencial fonte de recursos naturais de baixo custo para regiões próximas. A região é também produtora de água de qualidade tanto para abastecimento humano quanto para a fauna aquática.

## História

Lado paulista

Por volta do ano 1000, a região, até então ocupada pelos tapuias, foi invadida por povos do tronco linguístico tupi provenientes da Amazônia. Como resultado, os tapuias foram expulsos para o interior do continente. No século XVI, a região era ocupada pelos carijós. Nesse mesmo século, espanhóis e portugueses fundaram os povoados de Cananéia e Iguape. As cidades estratégicas do Vale do Ribeira funcionavam como núcleos de apoio aos colonizadores europeus: Iguape e Cananéia, com seus portos, facilitavam a entrada e intercâmbio de mercadorias que penetravam através do Rio Ribeira de Iguape e seus afluentes.

Região do Paraná

O impulso do desenvolvimento na região se deu pela descoberta de ouro na Serra de Paranapiacaba, que, no século XVII, atraiu garimpeiros para a região. A população negra era superior à população branca na região e tornou-se a principal mão de obra no Vale do Ribeira, onde muitas das construções foram feitas por mão de obra escrava, como igrejas, monumentos, cemitérios e outras construções.
A mineração do ouro na região foi responsável pelo surgimento de várias cidades no Vale do Ribeira: muitas destas cidades, como Apiaí, surgiram pela migração de garimpeiros em busca de ouro. No século XVIII, os garimpeiros abandonam a região do Vale do Ribeira ao receberam a notícia de que Minas Gerais possuía abundância em ouro. Com a escassez do ouro na região, a agricultura, que era de subsistência, passou a ter maior valor na região. Com vasta experiência naval, a região passa construir embarcações para todo o país.
Iguape tornou-se o primeiro produtor de arroz do país durante o século XIX, permitindo a integração da região à economia mercantil escravocrata vigente na época. No entanto, a expansão desse mercado esbarrou em uma série de obstáculos que dificultaram a sua manutenção.
Os problemas eram inúmeros: entre eles, os problemas relativos à produção, a concorrência mundial e a deficiência dos meios de transporte. O ciclo da cultura do café no estado de São Paulo levou os investimentos para outras regiões, deixando o Vale do Ribeira sem incentivos para a reorganização da região.
A instalação de colonização de Pariquera-Açu e a construção de estradas de ferro ligando a região com o planalto e o porto de Santos (Santos-Juquiá), entre 1900 e 1920.
A cidade de Registro passa a ser o centro econômico da região. Com a imigração de japoneses, os bananais passam a ocupar as áreas ribeirinhas, substituindo o arroz, e a cultura do chá foi iniciada nas colinas. O Vale do Ribeira passa a fazer parte da economia do estado de São Paulo, porém os resultados são lentos na região. A pesca permanece sendo a principal atividade econômica da região, desenvolvida na cidade de Cananéia em escalas comerciais e mantendo a região na economia paulista.
Na década de 1960, foi construída a rodovia BR-116, alterando as formas de ocupação na região e incorporando-a ao mercado imobiliário, com a valorização de suas terras. A região da bacia do Rio Ribeira, frente à economia do Estado de São Paulo, mesmo tendo, em sua área, dois municípios que iniciaram a ocupação portuguesa do território paulista (Cananeia, em 1501 e Iguape, em 1538), continua com a mais baixa densidade populacional do estado de São Paulo e permanece à parte dos processos de desenvolvimento da economia paulista.
O Vale do Ribeira permanece pouco habitado e mantém parte do seu ambiente natural preservado. Nele, a história ficou gravada em remanescentes de quilombos; nos desvios dos rios pelos jesuítas na busca por ouro; nas minas subterrâneas com seus labirintos a percorrer o interior da terra, nos monumentos importantes das épocas áureas do ciclo do ouro e da cultura da erva-mate, do arroz e do chá. O complexo rizicultor escravista do Vale do Ribeira paulista teve decadência concomitante à do Vale do Paraíba, entretanto a crise foi mais grave em razão da dificuldade de transportes.
No início do século XX, chegaram as primeiras rodovias ligando os principais núcleos à capital paulista, o que proporcionou o deslocamento do eixo econômico para o centro e o norte do Vale, não sendo, contudo, suficiente para promover o desenvolvimento da região. Uma relativa reintegração econômica da porção paulista da região viria a ocorrer em meados do mesmo século, em especial a partir de 1940, momento em que a agricultura regional começou a ser incorporada à economia estadual com a implantação das culturas de chá e banana, graças à colonização nipônica. A partir da década de 1950, tomou, vulto, a exploração industrial do pinho, que absorveu a mão de obra liberada da cultura do chá, cuja produção entra em declínio.
Trata-se de uma área repleta de unidades de conservação ambiental e destaca-se no cenário nacional pela riqueza de recursos minerais e por ser a região que conserva o maior remanescente contínuo de mata atlântica. O sistema de drenagem é comandado prioritariamente pela Bacia Hidrográfica do Rio Ribeira de Iguape e secundariamente pela vertente Atlântica (baías de Paranaguá e Antonina no Paraná) e pelos rios que desaguam no oceano ou em estuários, em São Paulo.
Do ponto de vista econômico, merecem, destaque, as culturas da banana e da tangerina e as atividades pecuárias de rebanhos bovino e bubalino, que se encontram em expansão, atingindo, ambos, cifra próxima de 230 mil cabeças. As culturas temporárias de tomate e milho são as mais expressivas e concentram-se na área serrana. Entre as culturas permanentes, merece destaque a tangerina, marcadamente presente na área serrana e ao longo da rodovia BR-116, onde também se destacam as culturas de banana, caqui e maracujá.
A caracterização sociocultural e geoeconômica da Mesorregião Vale do Ribeira/Guaraqueçaba sinaliza a existência de um enclave de estagnação econômica e baixo desenvolvimento social, em um espaço físico marcado pelo intenso verde de um dos mais ricos e ameaçados biomas do planeta, fato este que a configura como uma área bastante complexa e frágil para todas as modalidades de uso e ocupação. É imprescindível que os problemas identificados sejam tratados de forma conjunta entre os setores público, privado e a sociedade civil, potencializando o capital social e natural para o desenvolvimento e a consequente redução das desigualdades.

## Geografia

### Hidrografia

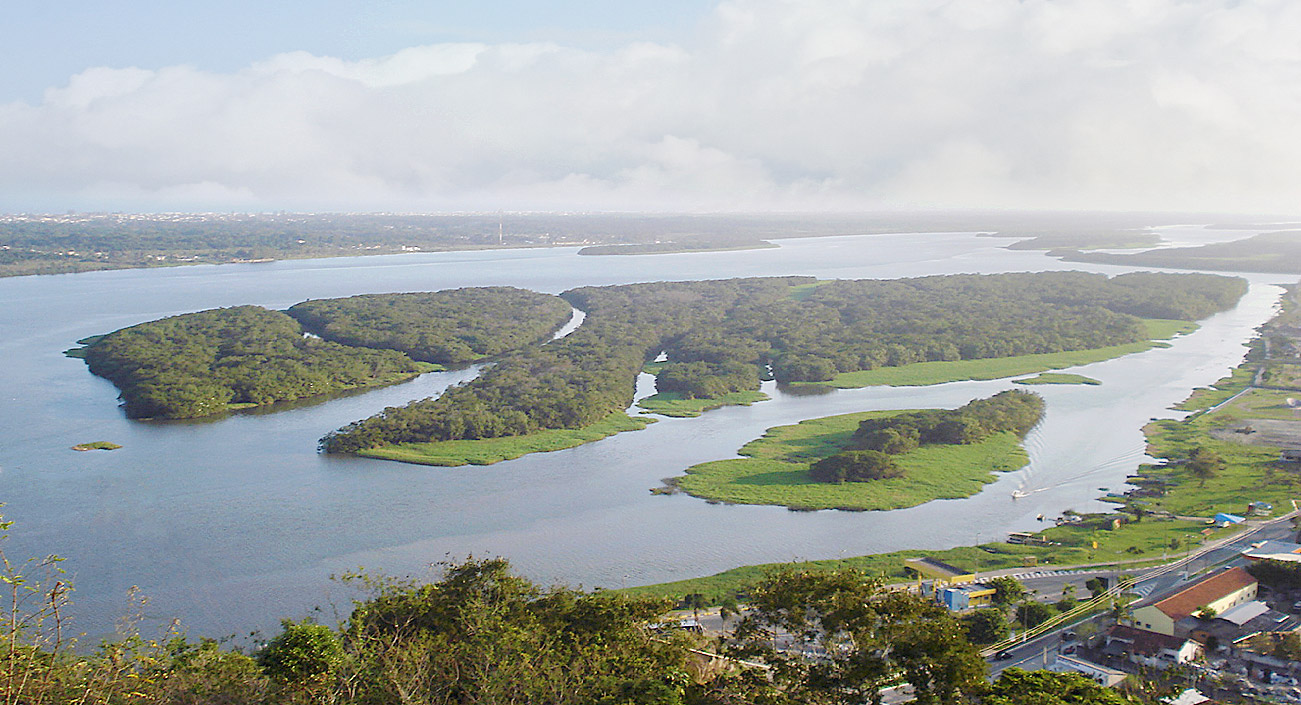
O Rio Ribeira de Iguape, na altura do município paulista de Iguape, possui uma área muito rica em manguezais (considerada um dos cinco maiores criadouros marinhos do mundo)

Treze sub-bacias formam a bacia do Rio Ribeira.
Alto Ribeira, abrangendo os municípios de:
- Barra do Chapéu
- Itapirapuã Paulista
- Apiaí
- Itaóca
- Iporanga
- Ribeira
- Adrianópolis

Baixo Ribeira, abrangendo os municípios de:
- Apiaí
- Iporanga
- Eldorado
- Sete Barras

Rio Ribeira de Iguape, abrangendo os municípios de:
- Registro
- Pariquera-Açu
- Iguape

Alto Juquiá, abrangendo os municípios de:
- São Lourenço da Serra
- Juquitiba
- Tapiraí

Médio Juquiá, abrangendo os municípios de:
- Tapiraí
- Juquiá
- Miracatu

Baixo Juquiá, abrangendo os municípios de:
- Juquiá
- Tapiraí
- Sete Barras

Rio São Lourenço, abrangendo os municípios de:
- Miracatu
- Pedro de Toledo
- Juquiá

Rio Itariri, abrangendo os municípios de:
- Itariri
- Pedro de Toledo

Rio Una da Aldeia abrangendo o município de Iguape.
Rio Pardo, abrangendo o município de Barra do Turvo.
Rio Jacupiranga, abrangendo os municípios de:
- Jacupiranga
- Pariquera-Açu
- Cajati
- Registro

Vertente Marítima Sul, abrangendo os municípios de:
- Cananéia
- Ilha Comprida

Vertente Marítima Norte, abrangendo o município de Iguape.

## Demografia
A população da Região do Vale do Ribeira é formada de brancos, negros, pardos, amarelos e indígenas. As cidades mais populosas do Vale do Ribeira são: Registro, Cajati, Apiaí, Iguape, Juquiá, Juquitiba e Miracatu. A maior parte da população vive na zona urbana.

### População

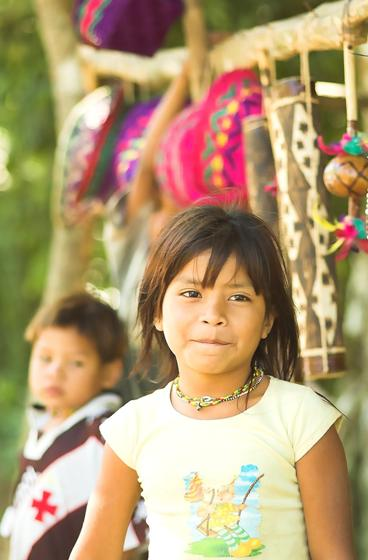
Guaranis em Paraty, no Rio de Janeiro

O Vale do Ribeira não é só reconhecido por sua riqueza ambiental, que torna a região singular, mas também por sua riqueza cultural. Sua população, formada por indígenas, caiçaras, quilombolas, portugueses, franceses, poloneses, húngaros, judeus, eslovacos, italianos, ingleses, russos, alemães, japoneses e chineses, forma uma diversidade cultural raramente encontrada, um patrimônio cultural preservado.

### Comunidades caiçaras
A comunidade caiçara possui uma população litorânea nos estados de São Paulo e Paraná, as comunidades caiçaras nasceram no século XVI da miscigenação de brancos de origem portuguesa, grupos indígenas das regiões litorâneas e comunidades quilombolas. Uma cultura litorânea brasileira, os caiçaras fazem parte de um forte elo com a natureza. Possuidora de vasta experiência no cultivo, coleta, manejo e preservação de recursos naturais da região. Os caiçaras se destacam entre as comunidades que habitam o Vale do Ribeira por sua miscigenação e conhecimentos culturais compartilhados entre brancos portugueses, grupos indígenas e quilombolas.
Um povo alegre e hospitaleiro, os caiçaras são mundialmente conhecidos por europeus, asiáticos, norte-americanos e sul-americanos. O ecoturismo se tornou uma de suas principais atividades econômicas. Suas atividades tradicionais são a pesca e agricultura, utilizadas comercialmente em pequenas escalas e para consumo doméstico.

### Comunidades indígenas
As comunidades indígenas do Vale do Ribeira são formadas por dez aldeias guaranis de famílias pertencentes aos subgrupos Mbyá e Ñandeva. Suas principais atividades tradicionais são a pesca, a caça e a agricultura. Vivem dentro ou próximo às reservas naturais.
É uma comunidade que, ao longo dos anos, vem tornando cada vez mais intenso seu relacionamento com os brancos, pardos e amarelos no Vale do Ribeira. É uma comunidade hospitaleira com seus visitantes. Muitos indígenas se deslocam de suas aldeias para frequentar a escola.

### Comunidades quilombolas

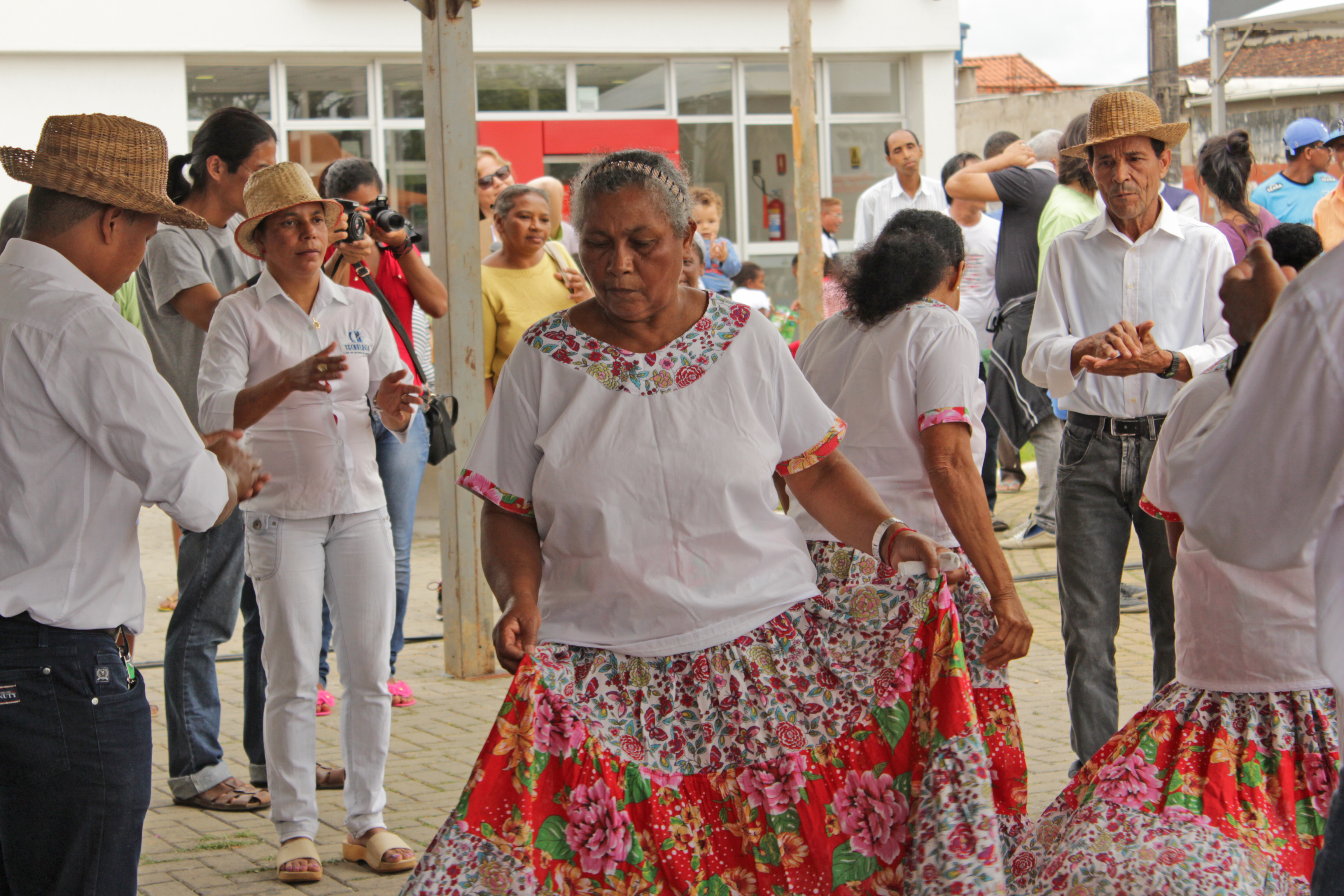
Dança Nhá Maruca da Comunidade Quilombola de Sapatu, em Eldorado, São Paulo

As comunidades quilombolas do Vale do Ribeira são um dos patrimônios culturais que mais representam a liberdade humana. Uma comunidade com uma riqueza cultural e hospitaleira aos seus visitantes. Com uma história marcada com injustiças sociais, violações de seus direitos em todos os sentidos. As comunidades quilombolas do Vale do Ribeira sobreviveram às perseguições ao longo dos anos. Hoje, são apoiadas por inúmeros pesquisadores, simpatizantes, ONGs e repartições públicas que buscam os direitos destas comunidades.
As comunidades quilombolas do Vale do Ribeira são formadas por nove comunidades. São elas: Bombas, Cangume, Galvão, Ivaporunduva, Mandira, Morro Seco, Pedro Cubas, Porto Velho, São Pedro.

## Municípios
| Município             | Área (km²) | População |
| Estado de São Paulo   |            |           |
| Apiaí                 | 960,11     | 27 162    |
| Barra do Chapéu       | 412,4      | 4 846     |
| Barra do Turvo        | 997,4      | 8 108     |
| Cajati                | 455,2      | 33 227    |
| Cananéia              | 1 113,3    | 12 298    |
| Eldorado              | 1 656,728  | 14 490    |
| Iguape                | 1 934,0    | 27 427    |
| Ilha Comprida         | 295,1      | 6 704     |
| Iporanga              | 1 125,0    | 4 562     |
| Itaoca                | 196,2      | 3 226     |
| Itapirapuã Paulista   | 426,3      | 3 577     |
| Itariri               | 274,3      | 13 613    |
| Jacupiranga           | 697,5      | 17 041    |
| Juquiá                | 818,8      | 20 516    |
| Juquitiba             | 513,6      | 26 459    |
| Miracatu              | 1 002,0    | 22 383    |
| Pariquera-Açu         | 361,3      | 17 649    |
| Pedro de Toledo       | 682,3      | 9 187     |
| Registro              | 721,2      | 56 322    |
| Ribeira               | 334,3      | 3 507     |
| São Lourenço da Serra | 148,9      | 12 199    |
| Sete Barras           | 1 069,0    | 13 714    |
| Tapiraí               | 768,8      | 8 570     |
| Estado do Paraná      |            |           |
| Adrianópolis          | 4,1        | 5 582     |
| Bocaiúva do Sul       | 12,1       | 9 983     |
| Cerro Azul            | 12,3       | 16 559    |
| Doutor Ulysses        | 8,6        | 6 744     |
| Itaperuçu             | 82,2       | 25 692    |
| Rio Branco do Sul     | 37,7       | 30 671    |
| Tunas do Paraná       | 6,2        | 4 159     |
| Total                 | 17 137,2   | 459 251   |

## Economia
O Vale do Ribeira com uma agricultura diversificada com considerável participação na economia paulista se destaca no estado de São Paulo e em outros países com seus produtos. Cidades como Eldorado, Registro, Juquiá, Sete barras, Miracatu e Cajati se destacam como produtores de bananas, representando mais de 50% da produção no estado de São Paulo.
A cultura do chá-da-índia - Camellia sinensis (L.) Kuntze - no Brasil concentra-se na região do Vale do Ribeira, principalmente nos municípios de Registro e Pariquera-Açu. Os principais países importadores do chá preto de Registro e Pariqueraçu são: Reino Unido, Alemanha, Holanda, Estados Unidos e Chile. Como 90 por cento da produção de chá preto é exportada, tornando a região em referência mundial na produção do chá-da-índia - Camellia sinensis (L.) Kuntze.
A produção de frutos como o maracujá, a goiaba, a abacate e outras frutas que fazem parte da economia da região são cada vez mais cultivadas em diversas cidades na região. Tornando o Vale do Ribeira referência para a economia paulista.
O cultivo de plantas nativas da região cresce em ritmo acelerado ao longo dos anos, o açaí e a pupunha se tornaram fonte de renda e seu cultivo se intensifica em áreas litorâneas. O Vale do Ribeira fornece produtos de qualidade para todo o estado de São Paulo e região próximas no estado do Paraná, um cultivo sustentável na região, gerando empregos diretos e indiretos.
A piscicultura no Vale do Ribeira é favorecida pelo clima e suas bacias hidrográficas. A região atrai investidores de diversas regiões do estado de São Paulo, se tornando um dos maiores produtores da economia paulista. O Vale do Ribeira com uma água de qualidade amplia seus investimentos ao longo dos anos na piscicultura.
A indústria no Vale do Ribeira cada vez mais apoiada pelo governo do estado de São Paulo e pelo Serviço Brasileiro de Apoio às Micro e Pequenas Empresas, ganha força e se instala em diversas cidades da região. As cidades estratégicas em transporte como Juquiá, Registro, Miracatu, Sete Barras, atraem empresas de diversas regiões possibilitando melhores condições de escoamento de produtos para o Paraná, sudeste e nordeste de São Paulo. Eliminando custos e gerando benefícios para a indústria e habitantes locais.
O transporte no Vale do Ribeira ganha força com investimentos do governo federal e estadual, contando com rodovias que fazem do vale do Ribeira um das regiões do estado de São Paulo com uma estrutura de transporte voltada a produção da região, eliminando custos para investidores na região.
A produção de energia no Vale do Ribeira é produzida por Usinas hidrelétricas no Rio Juquiá (duas em Tapiraí, duas em Juquiá).

### Agricultura
A agricultura continua sendo a principal atividade econômica e fonte de renda da população do vale. Em sua faixa litorânea, contudo, a pesca exerce papel fundamental na ocupação e desenvolvimento econômico das comunidades locais. Os principais produtos comercializados pelos pescadores são o camarão e a ostra, além de crustáceos e pescados. As culturas mais presentes nas lavouras do vale, por sua vez, são a banana e o chá preto, que ocupam áreas mais extensas e têm maior relevância do ponto de vista comercial. Atividades de pecuária também são registradas em algumas localidades. A banana, por exemplo, é cultivada em quase todos os municípios, por grandes e pequenos produtores. A área litorânea ocupada predominantemente pela população caiçara e algumas aldeias de índios guarani se dedicam mais à atividade pesqueira em canal ou mar aberto. Já no interior, onde predominam as comunidades quilombolas, a cultura da banana representa a principal atividade. Existe ainda um setor secundário regional caracterizado por reduzido número de estabelecimentos que absorvem pouca mão de obra, com destaque para a exploração de fosfato e calcário, predominante nos municípios de Cajati e Apiaí. Grande número de produtores familiares desenvolvem agricultura de subsistência. A pecuária é incipiente.
A bananeira (Musa spp.) pertence à família botânica Musaceae e é originária do Extremo Oriente. A planta se caracteriza por apresentar caule suculento e subterrâneo (rizoma), cujo "falso" tronco é formado pelas bases superpostas das folhas, folhas grandes e flores em cachos que surgem em série a partir do chamado "coração" da bananeira. É uma planta tipicamente tropical, exige calor constante, precipitações bem distribuídas e elevada umidade para o seu bom desenvolvimento e produção. Sua altura pode variar de 1,8 a 8,0 metros. Dada a característica de emitir sempre novos rebentos o bananal é permanente na área, porém com as plantas se renovando ciclicamente. A banana é um alimento energético, rico em carboidratos, sais minerais, como sódio, magnésio, fósforo e, especialmente, potássio. Apresenta predominância de vitamina A e C, contendo também as vitaminas B1, B2 e B6. Contém pouca proteína e gordura.
A banana, além da série de produtos que podem ser confeccionados com o fruto, tem as folhas que podem servir para cobrir abrigos provisórios, ou como embalagens improvisadas, ser utilizada como ataduras de emergência, ou ainda, resultar em certo tipo de papel. O líquido acumulado entre as folhas e o caule, é utilizado para aliviar dores resultantes do ataque das aranhas, vespas, escorpiões e até de cobra. A fruta pode também auxiliar no tratamento de certas enfermidades, tais como: tuberculose, paralisia, reumatismo, artrites, prisão de ventre, diarreia, desidratação, e, ainda, doenças de estômago, rins, fígado, intestinos e nervos, úlceras da pele, dermatites, queimaduras de sol, diarreia, feridas, fraqueza pulmonar, resfriados, tosse crônica, tosse de fumante, bronquite crônica.
No Brasil, o setor gera mais de 500 mil empregos diretos. Segundo dados do Instituto Brasileiro de Geografia e Estatística, no ano de 2001, a cultura foi a segunda mais produzida, ficando atrás somente da laranja. Apresentou uma área colhida de 510 313 hectares, com uma produção de 6 177 293 toneladas de frutos, o que correspondeu a um volume de negócios superior a 1,8 bilhões de reais no mesmo ano.

### Piscicultura

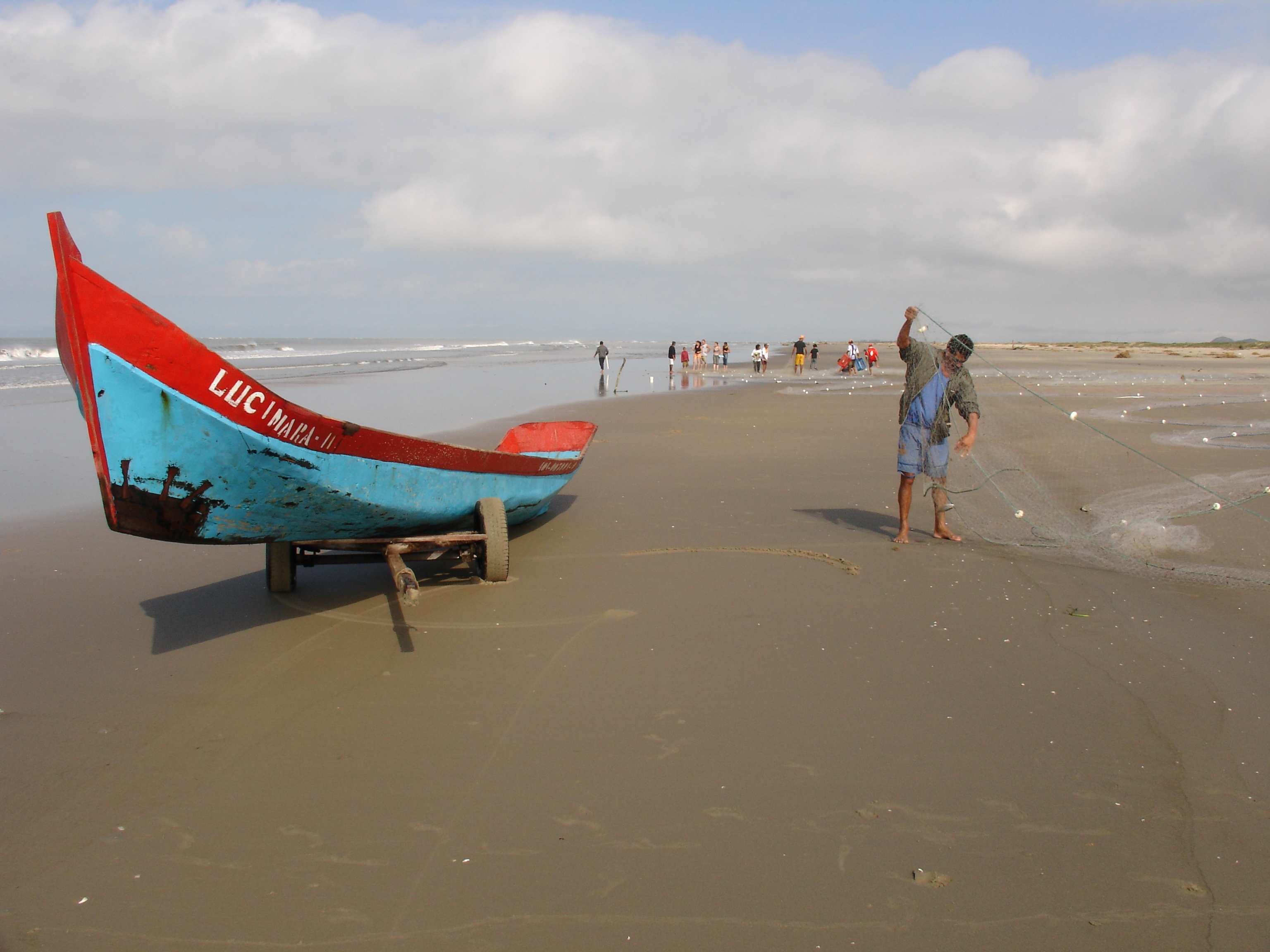
Pesca caiçara, no município de Iguape, São Paulo

A piscicultura é uma das principais alavancas do desenvolvimento social e econômico na região do Vale do Ribeira, aproveitando os recursos naturais locais e gerando novos postos de trabalhos diretos e indiretos. A atividade foi iniciada com a criação de carpas em lagos e açudes por comunidades japonesas na região na década de 1930. Após as iniciativas de japoneses, houve um crescimento desta atividade no Vale do Ribeira com o incentivo da extinta Superintendência do Desenvolvimento do Litoral Paulista. Na década de 1990, a atividade se fixou no Vale do Ribeira como uma atividade economicamente sustentável, localizada nos principais municípios do Vale do Ribeira, onde 24,5 por cento encontram-se em Juquiá, 22,5 por cento em Registro, 13,5 por cento em Miracatu, 13,5 por cento em Iguape, 8,5 por cento em Sete Barras, 8,5 por cento em Pariquera-Açu, 6,5 por cento em Jacupiranga e 2,5 por cento em Cananeia.
São cultivadas 41 espécies, sendo que 6 são nativas e 28 espécies apresentam fugas.
| Nome comum          | Piscicultores | Fugas |
| Bagre-africano      | 4             | 2     |
| Bagre-americano     | 3             | 1     |
| Black Bass          | 2             | 0     |
| Cachara             | 3             | 1     |
| Cará                | 1             | 0     |
| Carpa-capim         | 19            | 8     |
| Carpa-comum         | 15            | 7     |
| Carpa cabeça-grande | 22            | 9     |
| Cascudo             | 1             | 0     |
| Curimbatá           | 7             | 1     |
| Dourado             | 2             | 0     |
| Jundiá              | 3             | 0     |
| Lambari             | 9             | 1     |
| Matrinxã            | 8             | 1     |
| peixe moreno        | 12            | 4     |
| Pacu                | 35            | 12    |
| Paiauçu             | 6             | 1     |
| Piapara             | 2             | 1     |
| Pintado             | 4             | 0     |
| Piracanjuba         | 1             | 0     |
| Pirapitinga         | 1             | 0     |
| Piraputanga         | 2             | 0     |
| Robalo              | 1             | 0     |
| Tambacu             | 31            | 9     |
| Tambaqui            | 19            | 6     |
| Tilápia             | 25            | 16    |
| Tilápia-do-nilo     | 34            | 24    |
| Traíra              | 16            | 2     |
| Trairão             | 4             | 0     |
| Tucunaré            | 2             | 1     |
| Tuvira              | 1             | 0     |
| Truta               | 2             | 1     |

As instalações utilizadas são variadas e buscam tornar o cultivo de peixes viável na região, muito das instalações são modernas e com alta tecnologia.
| Tipos de viveiros    | Número | %    | Sistemas de manejo          |
| Tanque-rede          | 83     | 15,0 | Intensivo                   |
| Viveiro convencional | 344    | 61,4 | Intensivo e semi-intensivo  |
| Barramento           | 56     | 10,0 | semi-intensivo              |
| Açude                | 5      | 0,8  | semi-intensivo              |
| Alvenaria            | 72     | 12,8 | semi-intensivo (ornamental) |
| Total                | 560    | 100  |                             |

## Turismo
O turismo do Vale do Ribeira cresce ao longo dos anos, onde o ecoturismo se torna popular para habitantes de outras regiões e grandes centros. O Vale do Ribeira com uma infraestrutura moderna e modesta ao mesmo tempo oferecem apoio aos turistas na região.

### Parque Estadual Turístico do Alto Ribeira

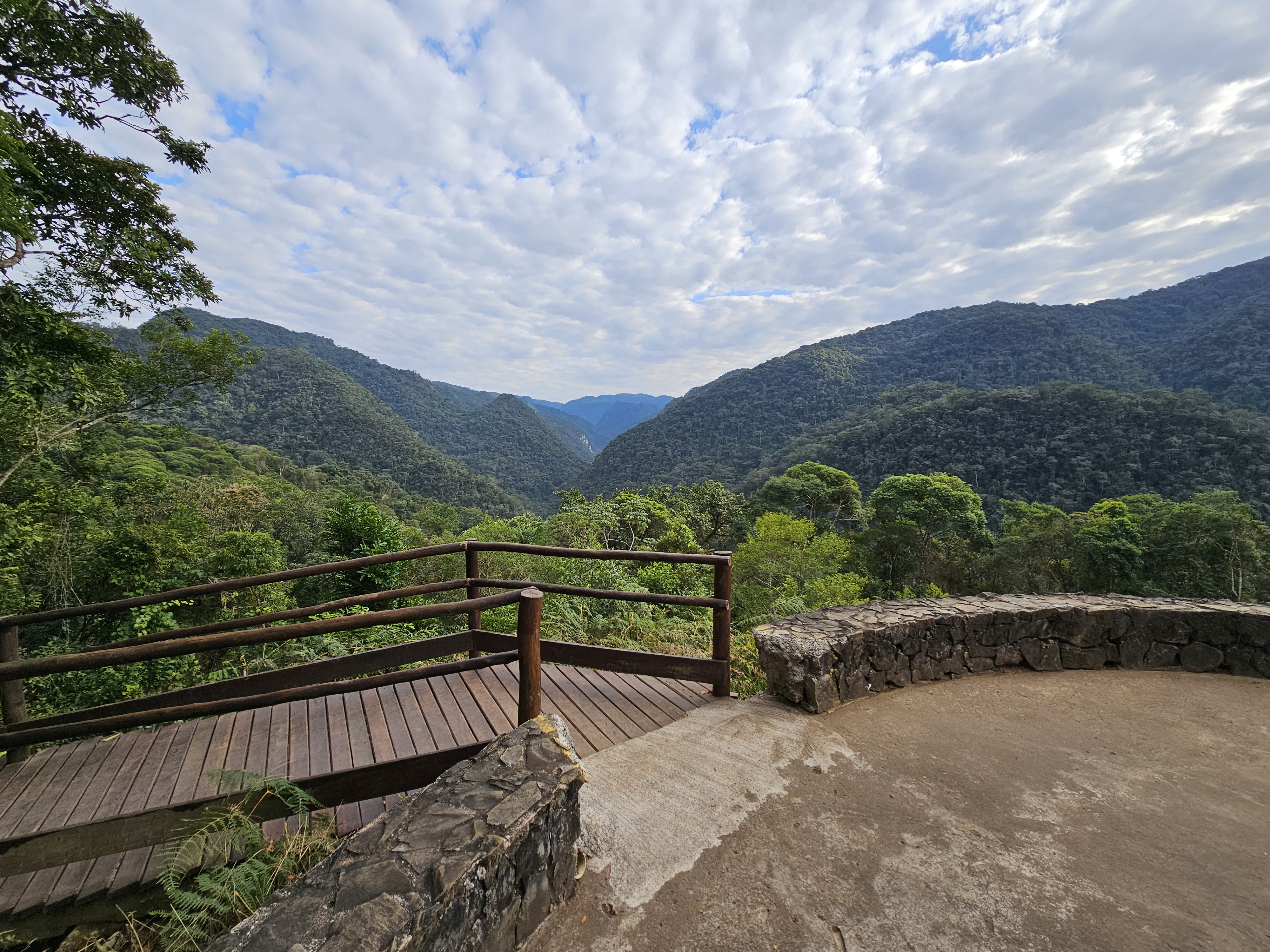
Parque Estadual Turístico do Alto Ribeira, no estado de São Paulo

O Parque Estadual Turístico do Alto Ribeira se localiza no sul do estado de São Paulo, entre os municípios de Apiaí, Eldorado e Iporanga.
Ele possui uma das maiores extensões preservadas de Mata Atlântica original, além de ter uma das maiores concentrações de cavernas do planeta.
O parque possui aproximadamente 36 000 hectares cobertos por uma dos últimos remanescentes da Mata Atlântica no estado de São Paulo. Suas montanhas, vales, cachoeiras, rios de águas cristalinas, cavernas, fauna e flora exuberantes tornaram o parque um ponto muito importante para o ecoturismo brasileiro.
A presença das cavernas em conjunto com a mata atlântica preservada, favorece o visitante conhecer diversos ambientes; passar por alguns rios, tomar banho de cachoeiras fora e dentro de cavernas. A oportunidade de ter conhecido um lugar maravilhoso. Sua grande diversidade de roteiros permite agradar desde iniciantes a veteranos.
O parque possui quatro núcleos para a visitação turística: Núcleo Santana, Núcleo Ouro Grosso, Núcleo Casa de Pedra, Núcleo Caboclos. Os mais frequentados são o Núcleo Santana e o Núcleo Ouro Grosso.

#### Caverna Casa de Pedra

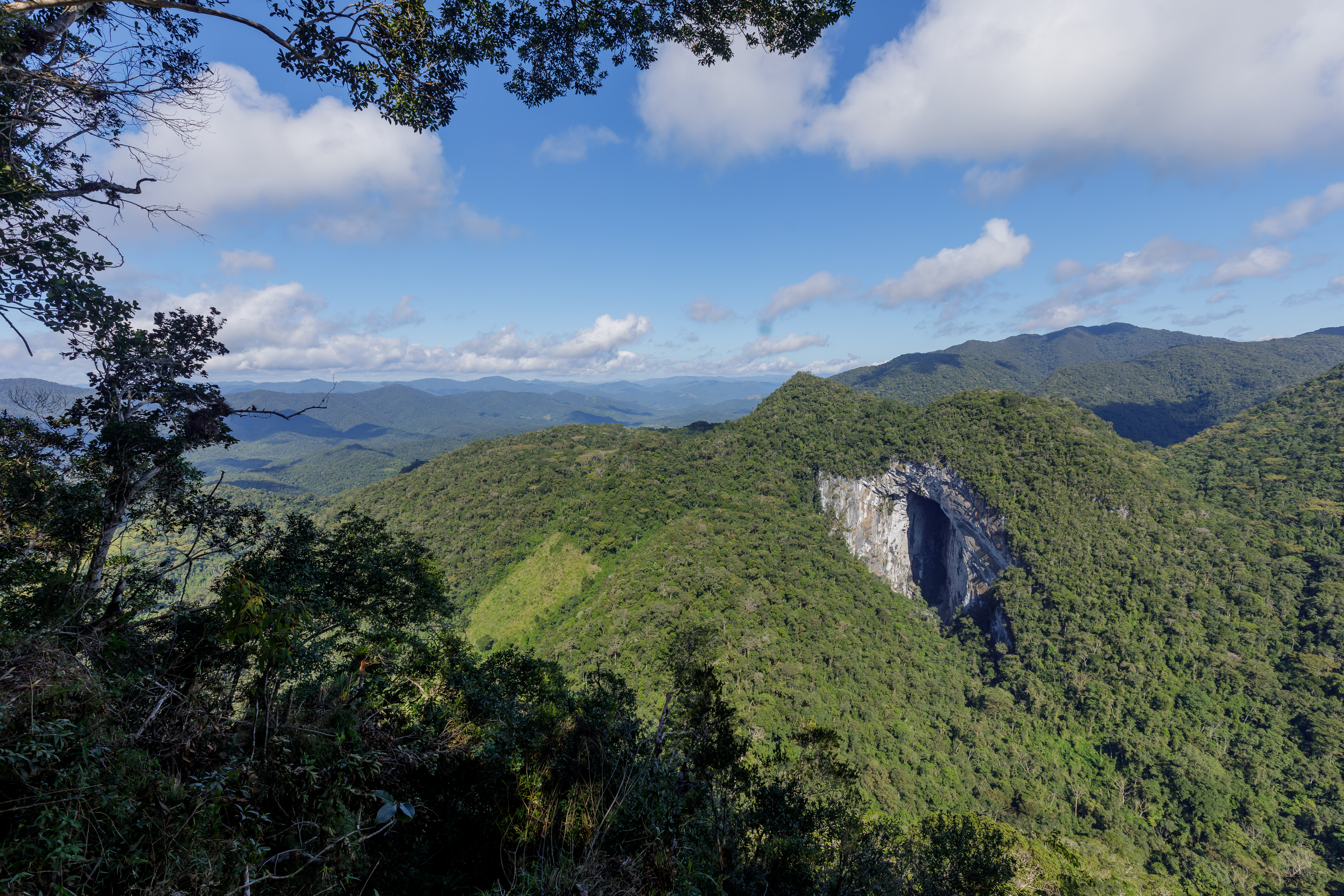
Gruta Casa de Pedra, a maior boca de caverna do mundo

Localizada no Núcleo Casa de Pedra do parque. Esta caverna é conhecida pela exuberância de sua entrada. Seu pórtico alcança 215 metros de altura. Seu salão principal de 350 metros de comprimento, 120 metros de largura e 70 metros de altura é iluminado por uma grande boca seca. Após a galeria seca existe um trecho de natação, com 25 metros de comprimento e forte correnteza. Aqui, se pode escalar os íngremes paredões com auxílio de equipamento adequado.
Acesso: Em Apiaí, dirija-se para a SP-250 e na altura do quilômetro 30 dessa rodovia (placa "Espírito Santo") siga à direita em estrada de terra. Depois de 16 quilômetros, chega-se ao Núcleo Cablocos do parque, onde se deve dirigir-se à administração que indicará os roteiros. Só pode ser visitada com monitores especializados e a travessia ocorre apenas com autorização especial.

#### Caverna da Água Suja
Localizada no Núcleo Santana do parque, esta caverna é composta essencialmente de um rio subterrâneo, que recebe dois afluentes. Sua entrada tem teto bastante alto e aproximadamente 10m de largura. Seguindo-se a galeria do rio. O caminho dificulta-se pelo teto baixo, onde se deve tomar cuidado com súbitas enchentes.
Acesso: junto ao quilômetro 21 da estrada que liga os municípios de Apiaí e Iporanga, sai uma variante à esquerda, sinalizada, que leva, após 1,2 quilômetro, à área do estacionamento do parque. Do estacionamento, segue-se uma trilha acompanhando o curso do rio Betari, com trechos bastante íngremes. Depois de 1 300 metros, encontra-se um acesso de mais 50 metros à direita que leva a essa caverna. Visita somente com autorização. Cobrança de ingresso no núcleo.

#### Caverna da Arataca
Localizada no Núcleo Caboclos do Petar, a caverna da arataca possui três entradas diferentes, sendo a inferior o acesso mais habitual. Depois de 250 metros no interior da caverna, chega-se a uma entrada, no outro lado da montanha. O teto é baixo na entrada principal, mas logo abra-se o salão. Existem muitos trechos com teto baixo, argila, quebra-corpos e aclives com chaminés.
Acesso: Em Apiaí, dirija-se para a SP-250 e, na altura do quilômetro 30 dessa rodovia (placa "Espírito Santo"), siga à direita em estrada de terra. Depois de 16 quilômetros, chega-se ao Núcleo Caboclos do parque, onde deve-se dirigir à administração, que indicará os roteiros. Visita somente com autorização.

#### Caverna de Santana

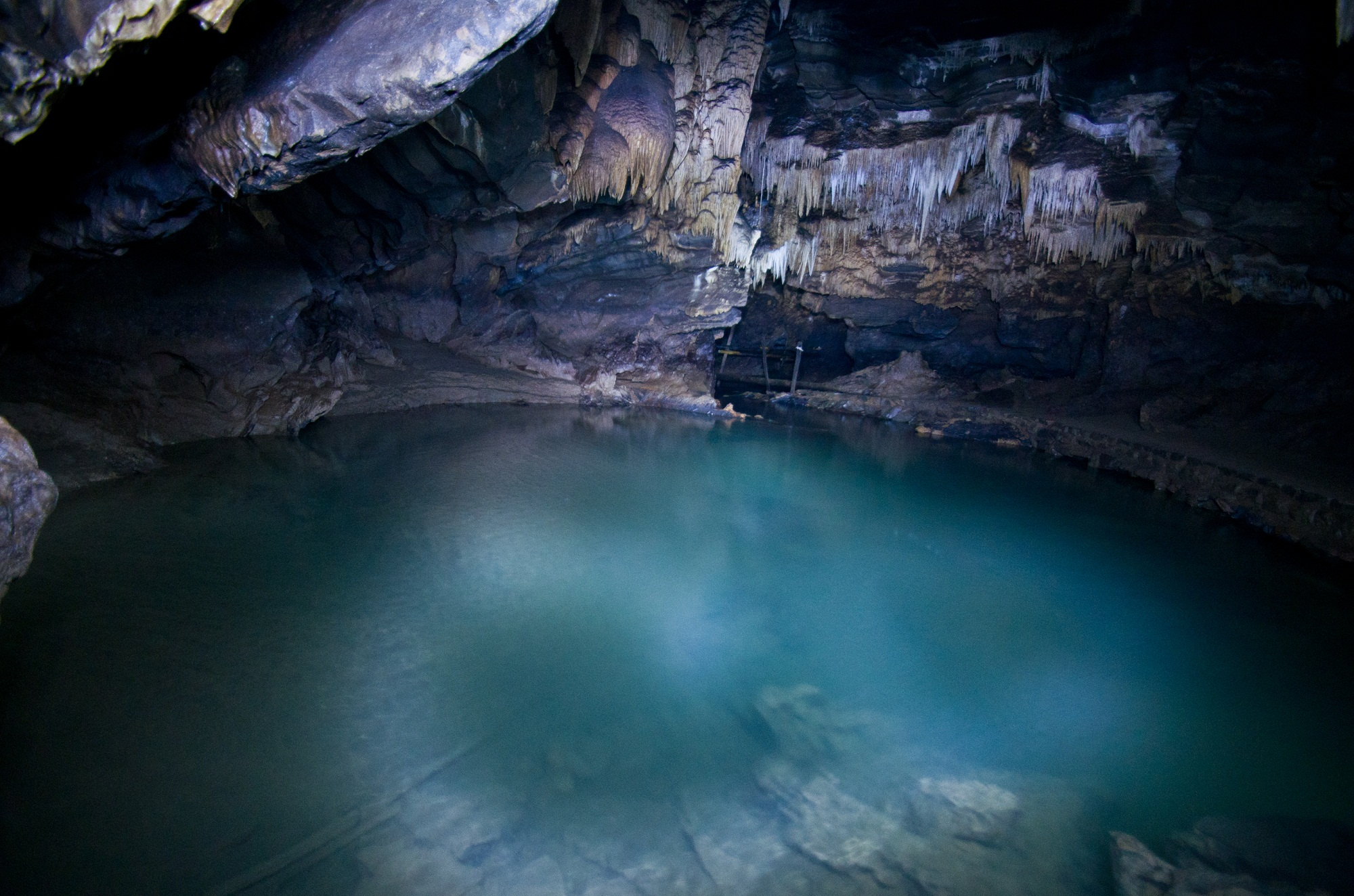
Caverna Santana

Localizada no Núcleo Santana do parque, a Caverna Santana é a mais visitada do Estado de São Paulo. Rica em formações e labirintos é constituída por uma malha de galeria em três níveis, depois em apenas duas sobrepostas, por onde escoa o Rio Roncador. Parte desta caverna é de fácil acesso, com escada de madeira e pontes construídas nos pontos de difícil travessia. Outra só pode ser visitada com a ajuda de guias altamente especializados. Por fim, uma terceira parte é acessível somente a especialistas e com autorização prévia.
Acesso: junto ao quilômetro 21 da estrada que liga os municípios de Apiaí e Iporanga, sai uma variante à esquerda sinalizada, que leva, após 1,2 quilômetros à área de estacionamento do parque. Ali, existem placas indicativas para chegar na caverna. Visita somente com autorização. Cobrança de ingresso no núcleo.

#### Caverna do Monjolinho
Localizada no Núcleo Caboclos do parque. A caverna do Monjolinho tem 350 metros de desenvolvimento e percurso totalmente seco. O ribeirão do Monjolinho atravessa a caverna num nível inferior, o que faz perceptível apenas pelo barulho de suas águas. Dentre suas formações, destaca-se a coluna conhecida como "Gigante do Monjolinho". Os espeleotemas não estão em bom estado de conservação e é necessário cuidado em certos trechos.
Acesso: Em Apiaí, dirija-se para a SP-250 e, na altura do quilômetro 30 dessa rodovia (placa "Espírito Santo"), siga à direita em estrada de terra. Depois de 16 quilômetros, chega-se ao Núcleo Caboclos do Petar, onde deve-se dirigir à administração, que indicará os roteiros. Visita somente com autorização.

#### Caverna do Couto
Localizada logo abaixo da Caverna do Morro Preto, no Núcleo Santana do parque, essa caverna atravessa a montanha. Ao lado de uma de suas entradas, encontra-se uma cachoeira com a água que vem de dentro da caverna e deságua no Rio Betari alguns metros abaixo. Em alguns trechos, o teto é relativamente baixo e sua visão é muito interessante com gotículas penduradas refletindo as luzes das lanternas. Não possui ornamentações, sendo 400m o seu desenvolvimento.
Acesso: junto ao quilômetro 21 da estrada que liga os municípios de Apiaí e Iporanga, sai uma variante à esquerda sinalizada, que leva, após 1,2 quilômetros, à área de estacionamento do parque. Ali existem placas indicativas para chegar na caverna. Visita somente com autorização. Cobrança de ingresso no núcleo.

#### Caverna do Morro Preto
Localizada no Núcleo Santana do PETAR. Sua entrada é muito bonita. Apresenta amplas galerias e salões, de fácil travessia. Em apenas dois locais existem desníveis de no máximo 5 metros, superados por escadas de madeira. Em uma de suas salas foram encontrados vestígios de habitação pré-histórica.
Acesso: junto ao quilômetro 21 da estrada que liga os municípios de Apiaí e Iporanga, sai uma variante à esquerda sinalizada, que leva, após 1,2 quilômetros, à área de estacionamento do parque. Ali, existem placas indicativas para se chegar na caverna que está a 500m do quiosque de recepção. Deve-se atravessar o rio Betari e seguir por uma trilha. Visita somente com autorização. Cobrança de ingresso no Núcleo.

#### Caverna do Couto
Localizada logo abaixo da Caverna do Morro Preto, no Núcleo Santana do parque, essa caverna atravessa a montanha. Ao lado de uma de suas entradas encontra-se uma cachoeira com a água que vem de dentro da caverna e deságua no Rio Betari alguns metros abaixo. Em alguns trechos, o teto é relativamente baixo e sua visão é muito interessante com gotículas penduradas refletindo as luzes das lanternas. Não possui ornamentações, sendo 400 metros o seu desenvolvimento.
Acesso: junto ao quilômetro 21 da estrada que liga os municípios de Apiaí e Iporanga, sai uma variante à esquerda sinalizada, que leva, após 1,2 quilômetro, à área de estacionamento do parque. Ali, existem placas indicativas para chegar na caverna. Visita somente com autorização. Cobrança de ingresso no Núcleo.

### Parque Estadual Intervales

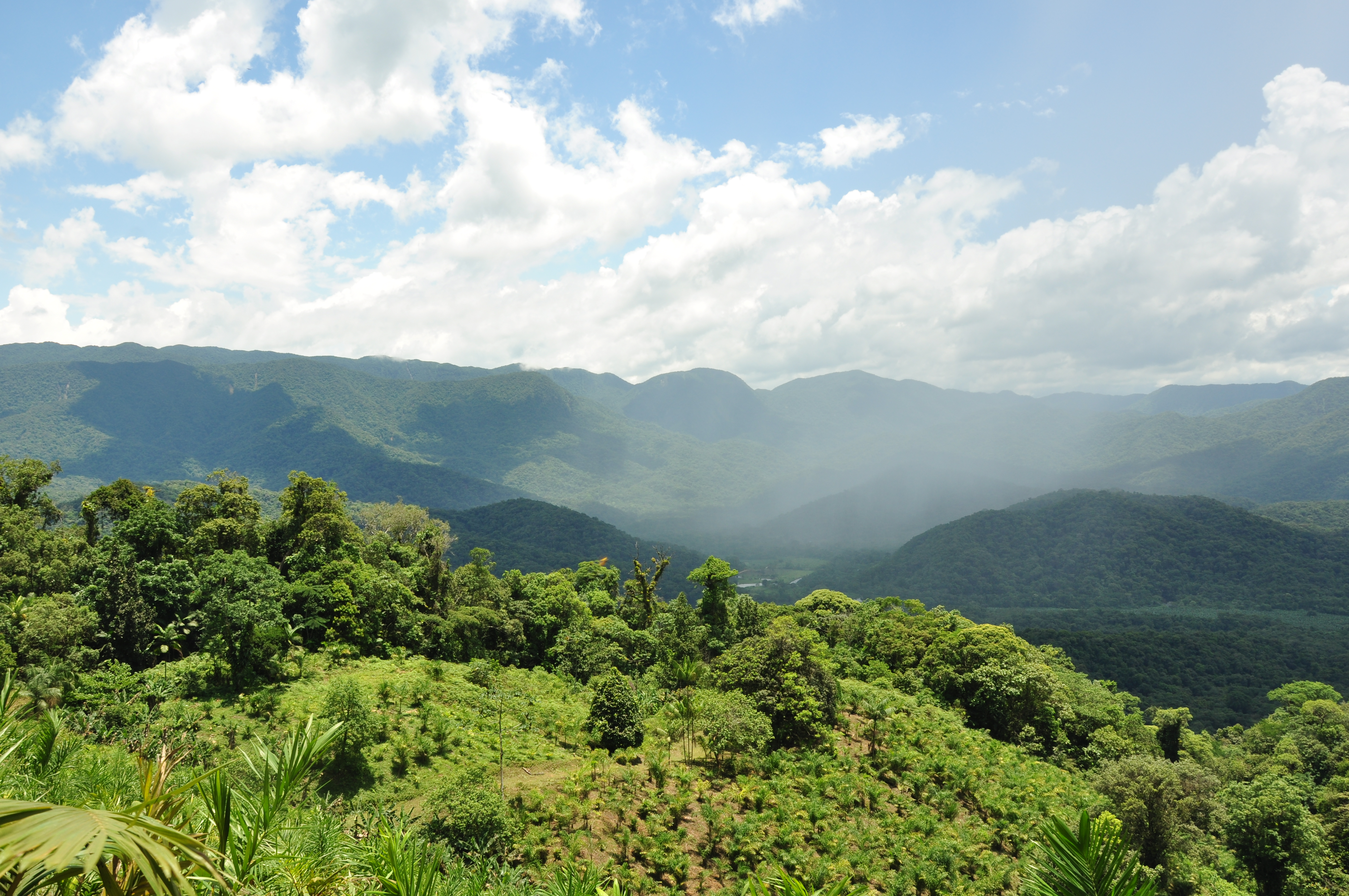
Parque Estadual Intervales

O Parque Estadual Intervales, juntamente com o Parque Estadual Carlos Botelho, Estação Ecológica de Xitué, Parque Estadual Turístico do Alto Ribeira, Parque Estadual de Jacupiranga e Zona de Vida Silvestre da Área de Proteção Ambiental da Serra do Mar, compõem o chamado continuum ecológico de Paranapiacaba, com mais de 120 000 hectares, um dos mais significativos trechos protegidos da mata atlântica.

#### Caverna Colorida
Localizada no parque estadual intervales, a caverna colorida tem diversas formações calcárias e em seu interior alguns trechos têm que ser feitos dentro do riacho.
Acesso: Em Apiaí, siga para a SP-250, Sentido Guapiara. Depois de 3 quilômetros, existe uma placa indicativa para o intervales à direita. Dali, são mais 17 quilômetros até chegar ao parque, onde se deve dirigir à administração, pois os passeios são sempre monitorados e há cobrança de ingresso no parque.

#### Caverna da Santa
Localizada no Parque estadual Intervales, a Caverna da Santa tem seu nome originário de uma imagem de Nossa senhora de Lourdes colocada logo na sua entrada.
Acesso: Em Apiaí siga para a SP-250, sentido Guapiara. Depois de 3 quilômetros, existe uma placa indicativa para o intervales à direita. Dali são mais 17 km até chegar ao parque onde se deve dirigia à administração, pois os passeios são monitorados. Cobrança de ingresso no parque.

### Parque Estadual do Jacupiranga
O Parque Estadual de Jacupiranga foi criado pelo Decreto-Lei 145, de 8 de agosto de 1969.
Localiza-se no estado de São Paulo, na região do Vale do Ribeira de Iguape. Abrange os seguintes municípios: Jacupiranga (22 749,30 hectares); Barra do Turvo (79 139,89 hectares); Cananeia (23 032,89 hectares); Iporanga (6 775,24 hectares); Eldorado (18 302,68 hectares) e Cajati, totalizando uma área de 150 000 hectares e um perímetro de 369 000 metros.

### Parque Estadual da Ilha do Cardoso

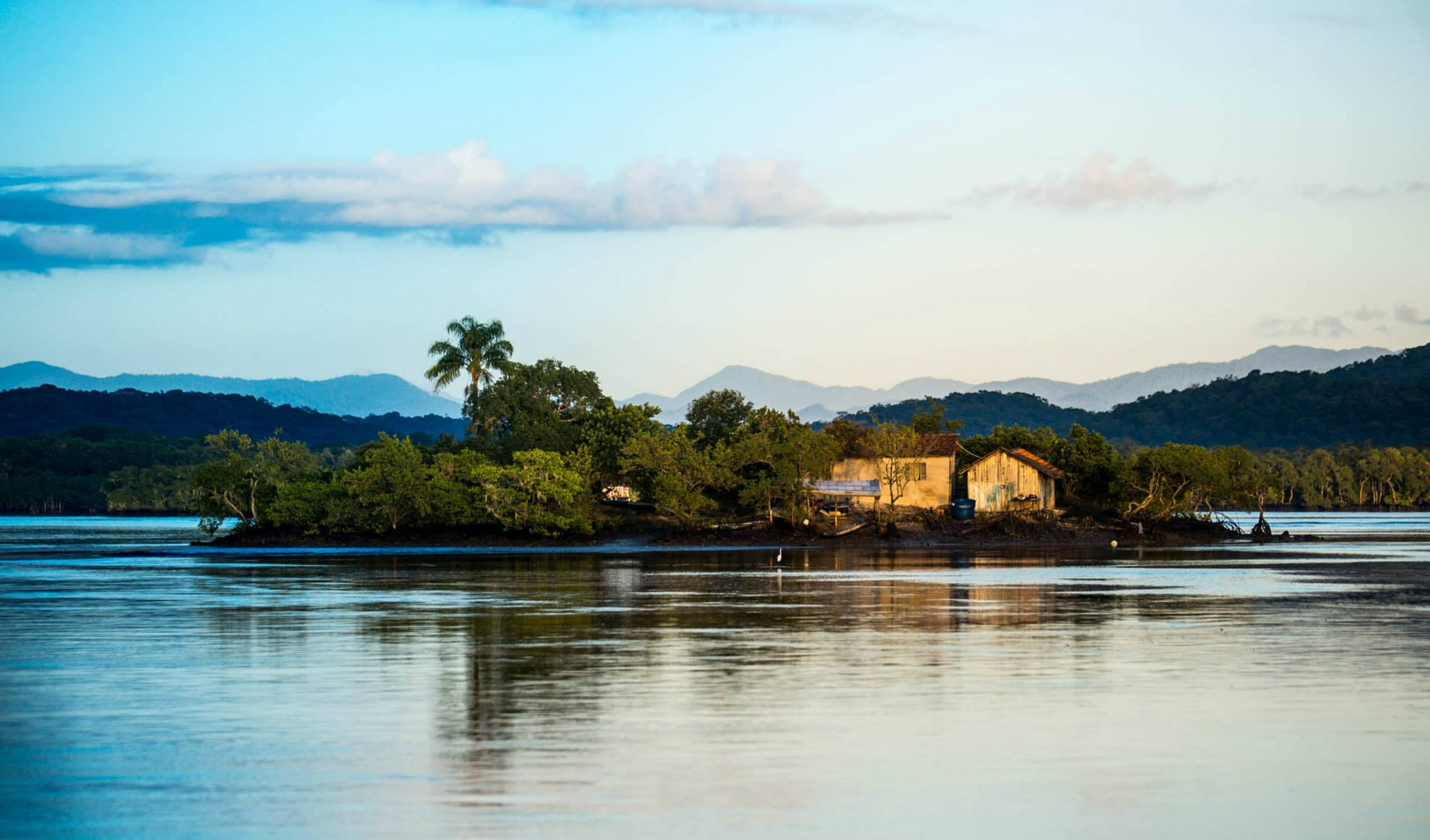
Ilha do Cardoso, em São Paulo

O Parque Estadual é habitado por cerca de 480 pessoas. Sua população é formada por caiçaras que vivem da pesca e da cultura de subsistência. Além dos caiçaras, a Ilha do Cardoso, que é parte do município de Cananéia, foi invadida por indígenas guaranis mbyá. A população indígena na ilha varia de 25 a 100 pessoas. Essa população vive principalmente de cestas básicas do governo federal, da caça e do corte do palmito-juçara[carece de fontes?].

### Praias
As praias oceânicas do Vale do Ribeira são banhadas pelo Oceano Atlântico. No Sul do estado de São Paulo em direção ao centro-leste do estado do Paraná, os municípios litorâneos são: Iguape, Ilha Comprida e Cananeia.

#### Iguape
Iguape é um município do estado de São Paulo. Localiza-se a uma latitude 24º42'29" sul e a uma longitude 47º33'19" oeste, estando a uma altitude de 3 metros. Sua população estimada em 2004 era de 28 367 habitantes.
- Praia Canto da Jureia
- Praia do Leste
- Praia Icapara
- Praia Italcolomy
- Praia Juréia
- Praia Ribeira
- Praia Rio Verde

#### Ilha Comprida

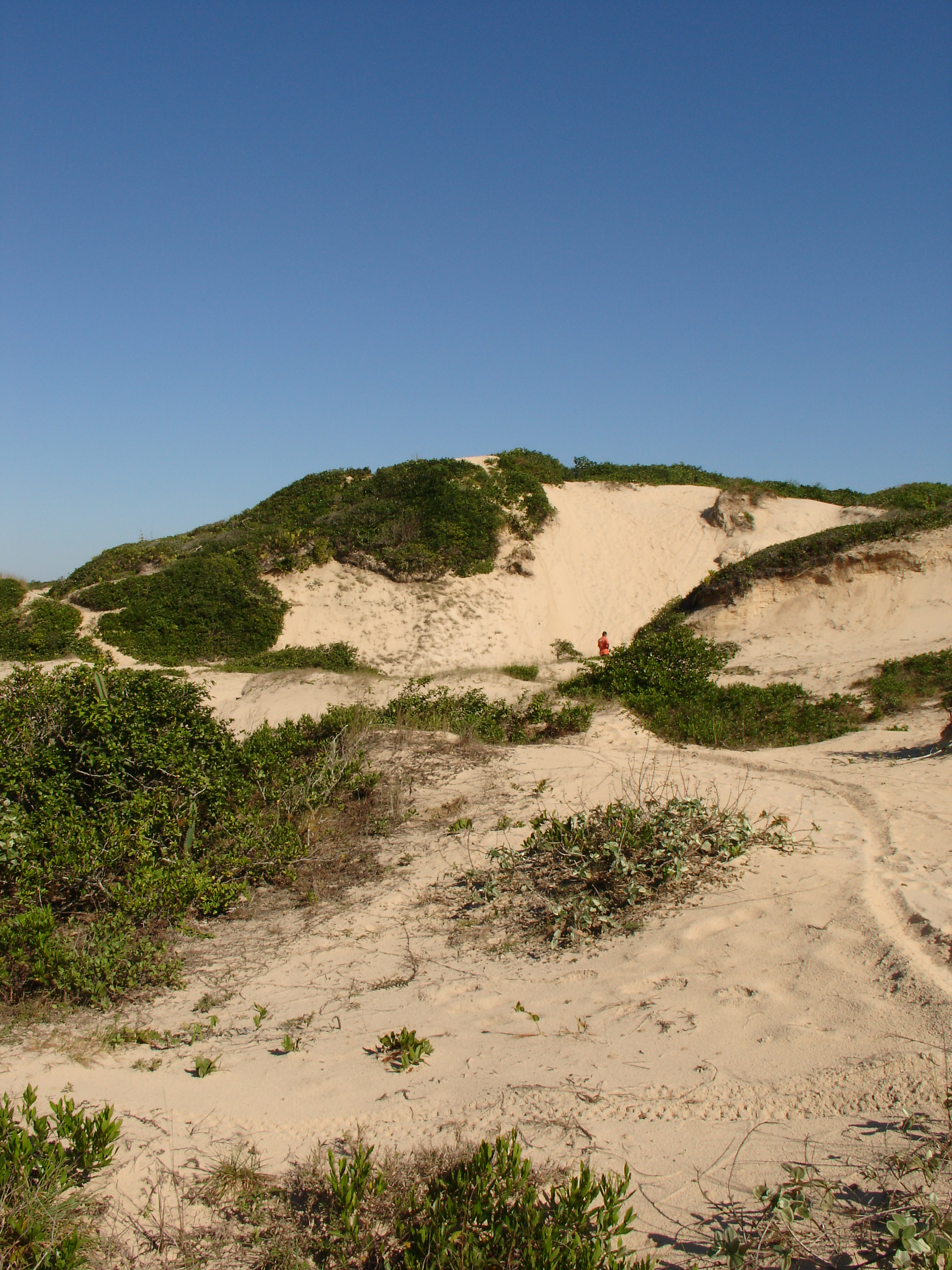
Duna na Ilha Comprida

Ilha Comprida é um município brasileiro do estado de São Paulo. É uma cidade litorânea e localiza-se a uma latitude 24º44'28" sul e a uma longitude 47º32'24" oeste. Sua população estimada em 2004 era de 8.730 habitantes.
- Praia Boa Vista
- Praia Céu Azul
- Praia Costa do Sol
- Praia Costa Linda
- Praia da Ponta da Praia
- Praia das Garças
- Praia das Pedrinhas
- Praia de Maratayama
- Praia do Castelo
- Praia do Encanto
- Praia do Icaraí
- Praia do Viareggio
- Praia dos Papagaios
- Praia Juruvaúva
- Praia Mar Azul
- Praia Meu Recanto
- Praia Ponta Grossa
- Praia Pontal da Trincheira
- Praia Samambaias
- Praia Ubatuba

#### Cananeia

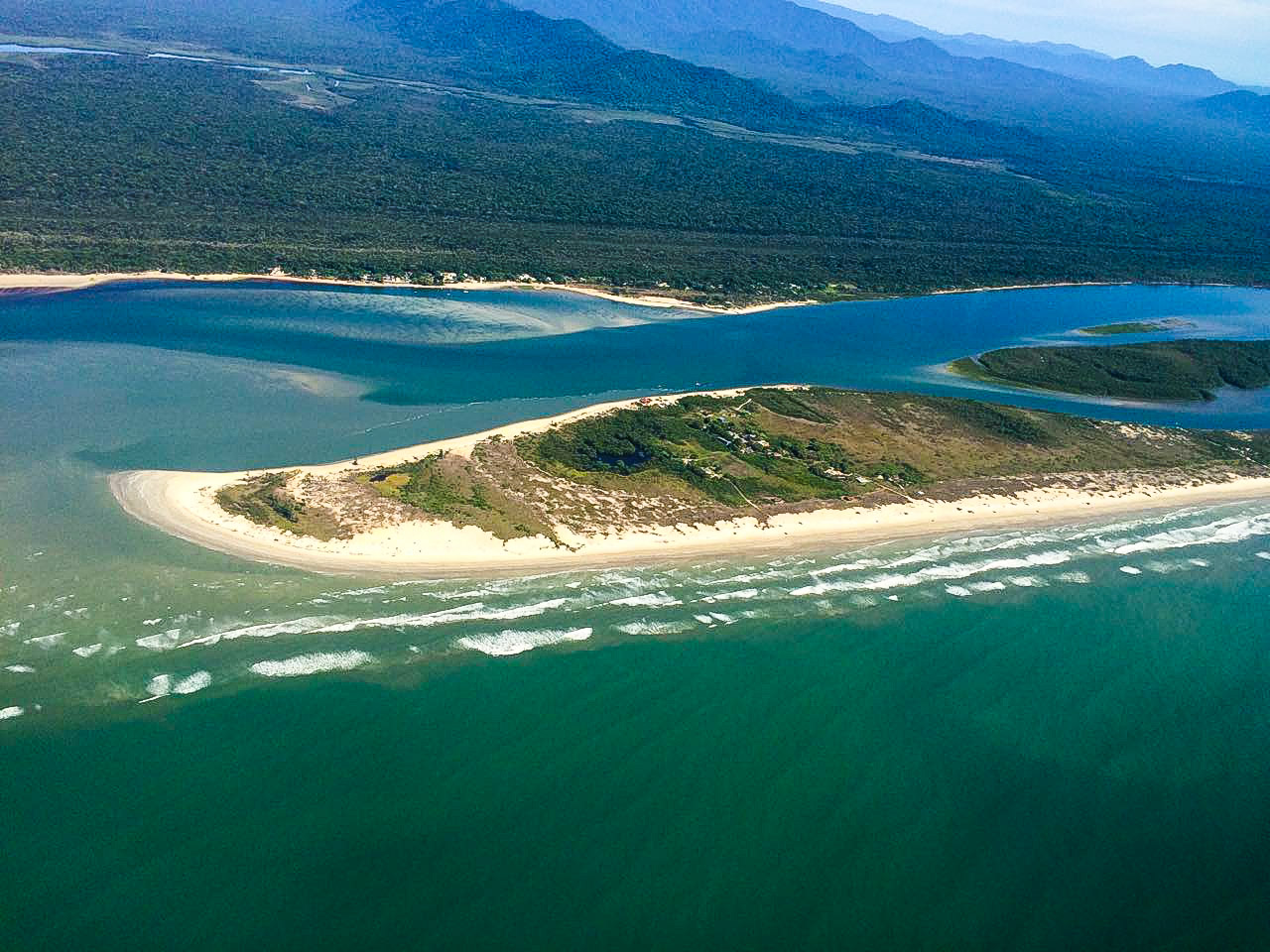
Cananeia

Cananeia é um município do estado de São Paulo, no Brasil. Localiza-se a uma latitude de 25º00'53" sul e a uma longitude 47º55'36" oeste, estando a uma altitude de oito metros. Sua população estimada em 2004 era de 13 615 habitantes. É o município mais meridional do estado.
- Praia Cambriú
- Praia da Laje
- Praia Fole Grande
- Praia Fole Pequeno
- Praia Ipanema
- Praia Itacuruçá
- Praia Kayan
- Praia Marujá
- Praia Morretinho
- Praia Pereirinha
- Prainha

## Cultura
A cultura do Vale do Ribeira diversificada e rica em uma área de 2 830 666 hectares abriga uma população de 481 224 habitantes entre indígenas, caiçaras, quilombolas, portugueses, japoneses, russos, alemães e chineses. Tornando a cultura local rica, as principais atividades são: música, artesanato e culinária. Tornando o povo do Vale do Ribeira alegre e hospitaleiro.
Uma cultura simples e talentosa que atrai inúmeros visitantes de diversas cidades na região, onde muitas cidades promovem festivais, festas locais. A cultura local é atração turística para estrangeiros e brasileiros de outras regiões, com um intercâmbio cultural que cresce a cada ano.